# Nicarágua nos Jogos Pan-Americanos de 2023
A Nicarágua competiu nos Jogos Pan-Americanos de 2023 em Santiago, no Chile, de 20 de outubro a 5 de novembro de 2023. Esta foi a 16.ª participação do país em Jogos Pan-Americanos, tendo competido em todas as edições dos jogos, exceto em 1955, 1963 e 1979.

## Competidores
Abaixo está a lista do número de competidores (por gênero) participando dos jogos por esporte/disciplina.
| Esporte              | Masculino | Feminino | Total |
| -------------------- | --------- | -------- | ----- |
| Caratê               | 1         | 0        | 1     |
| Levantamento de peso | 2         | 2        | 4     |
| Remo                 | 1         | 3        | 4     |
| Taekwondo            | 2         | 1        | 3     |
| Total                | 6         | 6        | 12    |

## Caratê
A Nicarágua qualificou um carateca através do Campeonato Centro-Americano e do Caribe de 2023.
Kumite
| Atleta | Evento           | Fase de grupos       | Fase de grupos       | Fase de grupos       | Fase de grupos | Semifinal            | Final                | Final   |
| Atleta | Evento           | Adversário Resultado | Adversário Resultado | Adversário Resultado | Posição        | Adversário Resultado | Adversário Resultado | Posição |
| ------ | ---------------- | -------------------- | -------------------- | -------------------- | -------------- | -------------------- | -------------------- | ------- |
|        | +84 kg masculino |                      |                      |                      |                |                      |                      |         |

## Levantamento de peso
A Nicarágua qualificou quatro halterofilistas (dois homens e duas mulheres).
| Atleta | Evento | Arranco   | Arranco | Arremesso | Arremesso | Total | Posição |
| Atleta | Evento | Resultado | Posição | Resultado | Posição   | Total | Posição |
| ------ | ------ | --------- | ------- | --------- | --------- | ----- | ------- |
|        |        |           |         |           |           |       |         |
|        |        |           |         |           |           |       |         |
|        |        |           |         |           |           |       |         |
|        |        |           |         |           |           |       |         |

## Remo
A Nicarágua qualificou quatro remadores (um homem e três mulheres).
| Atleta | Evento                  | Eliminatória | Eliminatória | Repescagem | Repescagem | Semifinal | Semifinal | Final A/B | Final A/B |
| Atleta | Evento                  | Tempo        | Posição      | Tempo      | Posição    | Tempo     | Posição   | Tempo     | Posição   |
| ------ | ----------------------- | ------------ | ------------ | ---------- | ---------- | --------- | --------- | --------- | --------- |
|        | Skiff simples masculino |              |              |            |            |           |           |           |           |
|        | Skiff simples feminino  |              |              |            |            |           |           |           |           |
|        | Dois sem feminino       |              |              | —          | —          | —         | —         |           |           |

## Taekwondo
A Nicarágua qualificou três atletas (dois homens e uma mulher) durante o Torneio Classificatório para os Jogos Pan-Americanos.

Kyorugi
Masculino
| Atleta | Evento | Oitavas-de-final     | Quartas-de-final     | Semifinais           | Repescagem           | Final / MB           | Final / MB |
| Atleta | Evento | Adversário Resultado | Adversário Resultado | Adversário Resultado | Adversário Resultado | Adversário Resultado | Posição    |
| ------ | ------ | -------------------- | -------------------- | -------------------- | -------------------- | -------------------- | ---------- |
|        | –80 kg |                      |                      |                      |                      |                      |            |

Poomsae
| Atleta | Evento                | Resultado | Posição |
| ------ | --------------------- | --------- | ------- |
|        | Poomsae masculino     |           |         |
|        | Poomsae feminino      |           |         |
|        | Poomsae duplas mistas |           |         |